# HC Trutnov
HC Trutnov (mezi lety 2010–2021 HC BAK Trutnov) je český klub ledního hokeje, který sídlí ve Trutnově v Královéhradeckém kraji. Založen byl v roce 1945 pod názvem SK Slavoj Trutnov. V červnu 2012 byl Trutnov vyřazen ze 2. ligy a sestoupil tak do Krajské hokejové ligy, odkud chtěl postoupit zpět do 2. ligy. To se mu ale nepodařilo a ve finále prohrál se svým velkým rivalem z Vrchlabí 1:3 na série. V následující sezoně však postoupil. Od sezóny 2014/15 působil ve 2. lize, třetí české nejvyšší soutěži ledního hokeje, než po zkrácené sezóně 2020/21 kvůli finančním problémům prodal licenci klubu HC Letci Letňany. V sezóně 2021/22 nastoupil v krajském přeboru Královéhradeckého kraje. Klubové barvy jsou modrá a bílá.
Své domácí zápasy odehrává na zimním stadionu Trutnov s kapacitou 3 000 diváků.

## Historické názvy
Zdroj:
- 1945 – SK Slavoj Trutnov (Sportovní klub Slavoj Trutnov)
- 1946 – HC Stadion Trutnov (Hockey Club Stadion Trutnov)
- HC Trutnov (Hockey Club Trutnov)
- 2010 – HC BAK Trutnov (Hockey Club BAK Trutnov)
- 2021 – HC Trutnov

## Přehled ligové účasti
Stručný přehled
Zdroj:
- 2004–2005: Královéhradecký a Pardubický krajský přebor (5. ligová úroveň v České republice)
- 2005–2006: Královéhradecká a Pardubická krajská liga – sk. A (4. ligová úroveň v České republice)
- 2006–2008: Královéhradecká krajská liga (4. ligová úroveň v České republice)
- 2008–2009: 2. liga – sk. Západ (3. ligová úroveň v České republice)
- 2009–2012: 2. liga – sk. Střed (3. ligová úroveň v České republice)
- 2012–2014: Královéhradecká krajská liga (4. ligová úroveň v České republice)
- 2014–2018: 2. liga – sk. Západ (3. ligová úroveň v České republice)
- 2018–2019: 2. liga – sk. Střed (3. ligová úroveň v České republice)
- 2019–2021: 2. liga – sk. Sever (3. ligová úroveň v České republice)
- 2021–: Krajská liga Královéhradeckého a Pardubického kraje – sk. H  (4. ligová úroveň v České republice)

Jednotlivé ročníky
Zdroj:
Legenda: ZČ – základní část, červené podbarvení – sestup, zelené podbarvení – postup, fialové podbarvení – reorganizace, změna skupiny či soutěže
| Česko (2004 – ) |                                                             |           |           |                                                           |                            |
| Sezóny          | Soutěž                                                      | Úroveň    | ZČ        | Play-off, nadstavba, sk. o udržení…                       | Poznámky                   |
| 2004/05         | Královéhradecký a Pardubický krajský přebor                 | 5. úroveň | 1. místo  | Finále                                                    | Postup                     |
| 2005/06         | Královéhradecká a Pardubická krajská liga – sk. A           | 4. úroveň | 4. místo  | Zápas o 7. místo (prohra)                                 | Reorganizace               |
| 2006/07         | Královéhradecká krajská liga                                | 4. úroveň | 5. místo  | Skupina o umístění (5. místo)                             |                            |
| 2007/08         | Královéhradecká krajská liga                                | 4. úroveň | 8. místo  | Skupina o umístění (8. místo)                             | Koupě licence od Kroměříže |
| 2008/09         | 2. liga – sk. Západ                                         | 3. úroveň | 7. místo  | Čtvrtfinále (prohra 2:3 na zápasy s HC VHS Benešov)       | Změna skupiny              |
| 2009/10         | 2. liga – sk. Střed                                         | 3. úroveň | 10. místo | Ne                                                        |                            |
| 2010/11         | 2. liga – sk. Střed                                         | 3. úroveň | 7. místo  | Čtvrtfinále (prohra 1:2 na zápasy s HC Benešov)           |                            |
| 2011/12         | 2. liga – sk. Střed                                         | 3. úroveň | 3. místo  | Semifinále (prohra 0:3 na zápasy s VSK Technika Brno)     | Vyloučení ze soutěže       |
| 2012/13         | Královéhradecká krajská liga                                | 4. úroveň | 1. místo  | Finále                                                    |                            |
| 2013/14         | Královéhradecká krajská liga                                | 4. úroveň | 2. místo  | Vítěz                                                     | Baráž                      |
| 2014/15         | 2. liga – sk. Západ                                         | 3. úroveň | 14. místo | Osmifinále (prohra 0:3 na zápasy s HC Tábor)              |                            |
| 2015/16         | 2. liga – sk. Západ                                         | 3. úroveň | 11. místo | Ne                                                        |                            |
| 2016/17         | 2. liga – sk. Západ                                         | 3. úroveň | 5. místo  | Osmifinále (prohra 1:4 na zápasy s SKLH Žďár nad Sázavou) |                            |
| 2017/18         | 2. liga – sk. Západ                                         | 3. úroveň | 5. místo  | Osmifinále (prohra 1:3 na zápasy s HC Děčín)              | Změna skupiny              |
| 2018/19         | 2. liga – sk. Střed                                         | 3. úroveň | 5. místo  | Ne                                                        | Změna skupiny              |
| 2019/20         | 2. liga – sk. Sever                                         | 3. úroveň | 6. místo  |                                                           | Nedohráno                  |
| 2020/21         | 2. liga – sk. Sever                                         | 3. úroveň | neurčeno  | sezóna zrušena kvůli pandemii covidu-19                   | prodej licence do Letňan   |
| 2021/22         | Krajská liga Královéhradeckého a Pardubického kraje – sk. H | 4. úroveň |           |                                                           |                            |